# Blue Air

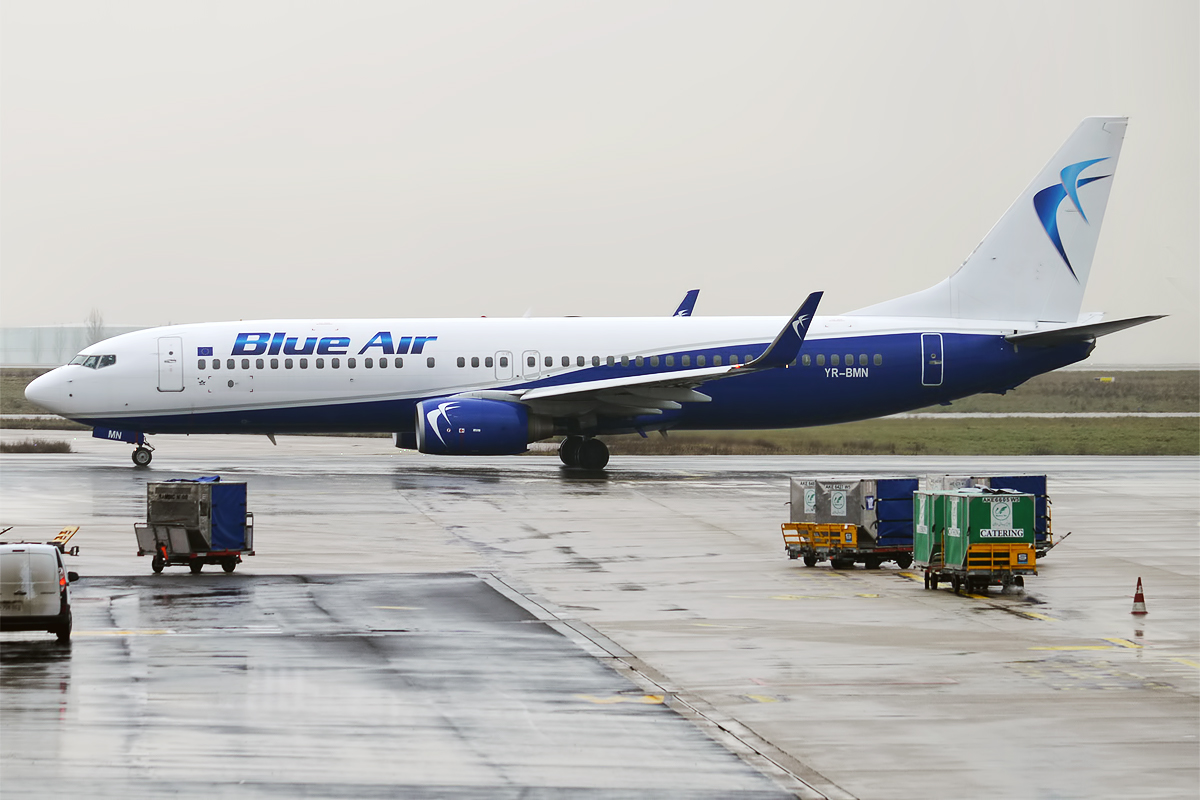
Avion Boeing 737-82R al companiei Blue Air

Blue Air a fost o companie aeriană românească, în prezent inactivă, cu sediul în București. Baza principală a companiei a fost Aeroportul Internațional Henri Coandă (OTP), principalul aeroport al Bucureștiului.
Blue Air a fost forțată să suspende toate operațiunile pe 6 septembrie 2022 și de atunci nu a mai reluat niciun zbor. În noiembrie 2022, licența sa a fost, de asemenea, suspendată, iar compania aeriană inactivă a fost naționalizată în decembrie 2022.

## Istoric
În anul 2009, compania a transportat 1,7 milioane de pasageri, cu un grad mediu de ocupare a aeronavelor de 75%. Blue Air a înregistrat în anul 2009 o cifră de afaceri de 140-150 milioane euro, în creștere cu 20% față de anul 2008. Anul 2015 a marcat pentru Blue Air depășirea pentru prima dată a numărului de 2 milioane de pasageri transportați într-un singur an.
Progresul considerabil al companiei a culminat in 2017 cand Blue Air a depășit pragul de 5 milioane de pasageri transportați, un nou record personal, cu 70% mai mult fața de anul anterior si peste estimările inițiale. După 13 ani de activitate, compania a transportat peste 21 de milioane de pasageri.
În octombrie 2018 Blue Air a preluat Air Moldova împreună cu un grup de investitori din Republica Moldova, dar în 2019 Blue Air s-a retras.
În 2020 Blue Air a inițiat procedura de concordat preventiv.

#### Suspendarea operațiunilor
Pe 6 septembrie 2022, s-a anunțat că Blue Air a fost obligată să suspende toate operațiunile timp de cel puțin șase zile, în urma confiscării conturilor companiei aeriene de către autoritățile române. Înainte de acest eveniment, existau deja certuri între compania aeriană și stat după ce un oficial de rang înalt a sfătuit să nu cumpere bilete de la compania aeriană. 
Pe 7 septembrie, activele au fost eliberate de guvern, Blue Air plănuind să reia operațiunile reduse cu doar cinci avioane în viitorul apropiat. Cu toate acestea, la scurt timp după, Blue Air a anunțat suspendarea tuturor zborurilor până la cel puțin 10 octombrie 2022, deoarece compania aeriană nu își putea permite combustibil și alte servicii. La 30 septembrie 2022, compania aeriană și-a scos din vânzare întreaga rețea de rute. La scurt timp după, toate cele cinci aeronave Boeing 737 MAX 8 ale companiei aeriene au fost mutate la LOT Polish Airlines de către locatorul lor. În octombrie 2022, Blue Air nu plănuia să reia operațiunile mai devreme de sfârșitul anului 2022. 
În noiembrie 2022 s-a anunțat că Blue Air va fi naționalizată, statul român preluând 75% din acțiuni, deoarece compania aeriană înactivă nu a putut să ramburseze un împrumut de stat. În același timp, licența de operare a companiei aeriene a fost suspendată, dar nu revocată. 
În decembrie 2022, Blue Air a fost naționalizată, iar statul român a avut în vedere vânzarea ulterioară a cotei sale de 75% confiscate către un investitor. La scurt timp după naționalizarea companiei, s-a raportat aceasta acumulase datorii de până la 250 de milioane EUR. 

## Flota

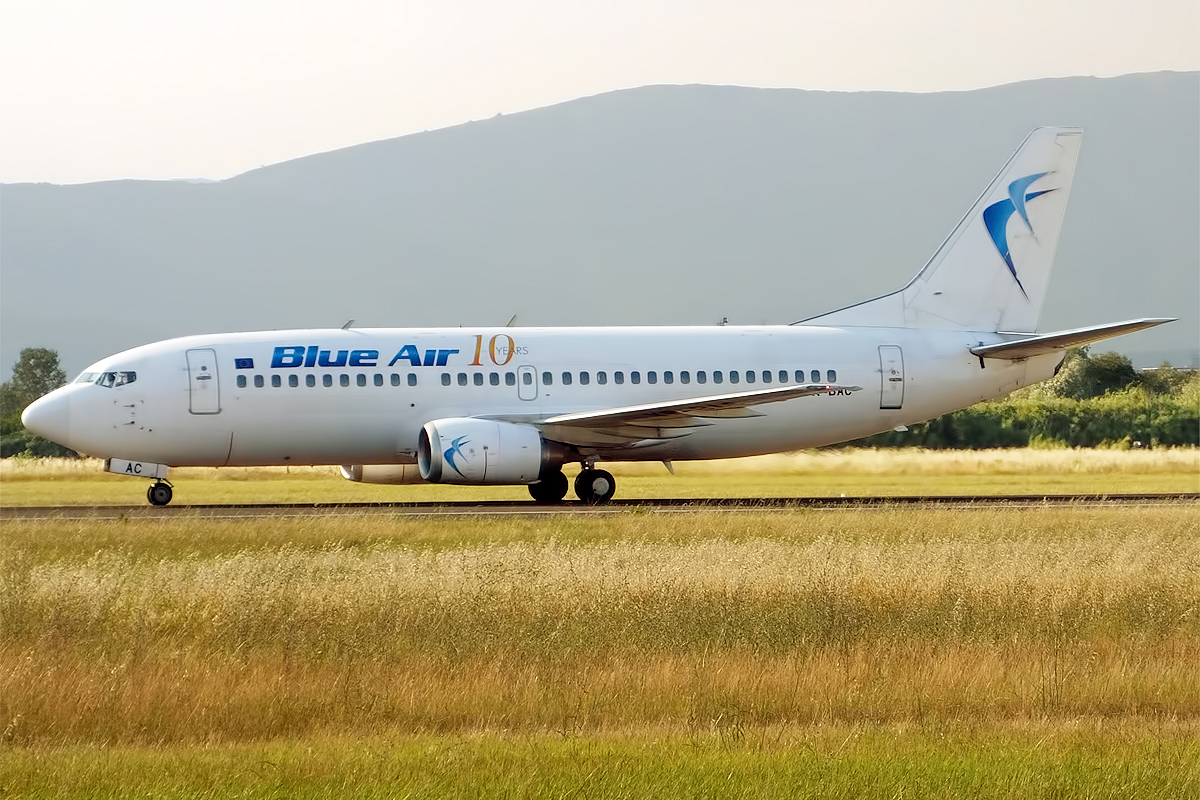
Avion Boeing 737-377 al companiei Blue Air în schema specială de 10 ani.

Flota Blue Air a fost constituită din aeronave Boeing: Boeing 737, seria 737-300, 737-500, 737-700, seria 737-800 si 737 MAX 8, cu capacități între 126 și 189 de locuri. În Aprilie 2021, flota Blue Air consta în 20 de aeronave de tip Boeing. Alte 9 aeronave urmau să se alăture companiei.

## Baze aeriene și destinații

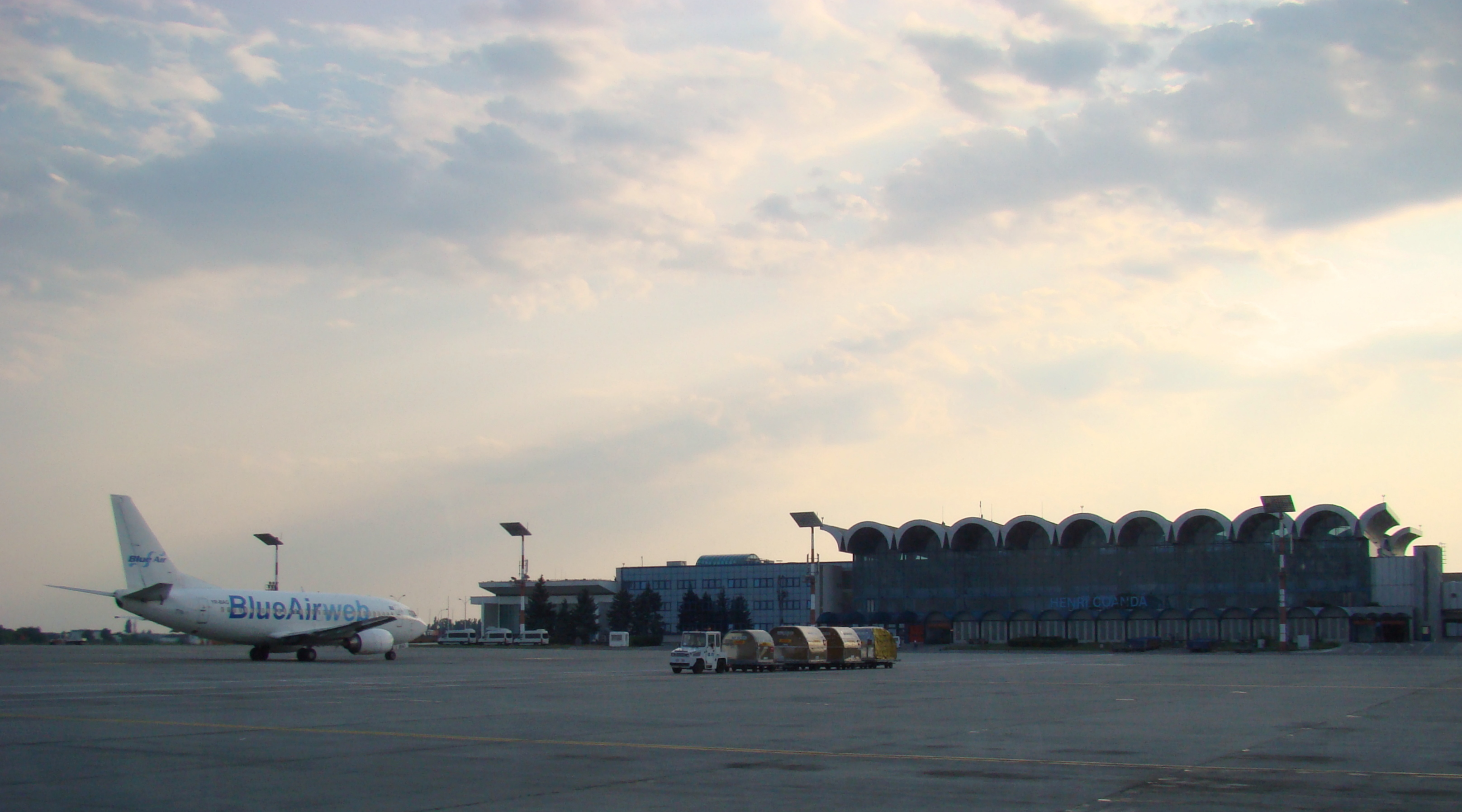
Avion Boeing 737-300 al companiei Blue Air pe Aeroportul Internațional Henri Coandă

De la 25 martie 2012, când Aeroportul Internațional București Băneasa - Aurel Vlaicu a fost închis pentru companiile aeriene low-cost, Blue Air și-a mutat activitatea pe Aeroportul Internațional „Henri Coandă” București (Otopeni).
- De pe Aeroportul Internațional „Henri Coandă”, Blue Air deservea următoarele destinații: Baia Mare, Barcelona, Bologna, Bruxelles, Catania, Castellon, Cluj, Dublin, Florența, Helsinki, Iași, Köln, Larnaca, Lisabona, Liverpool, Lyon, Londra, Madrid, Malaga, Milano, Napoli, Nisa, Oslo, Oradea, Paris, Roma, Stuttgart, Tel Aviv, Torino și Valencia.

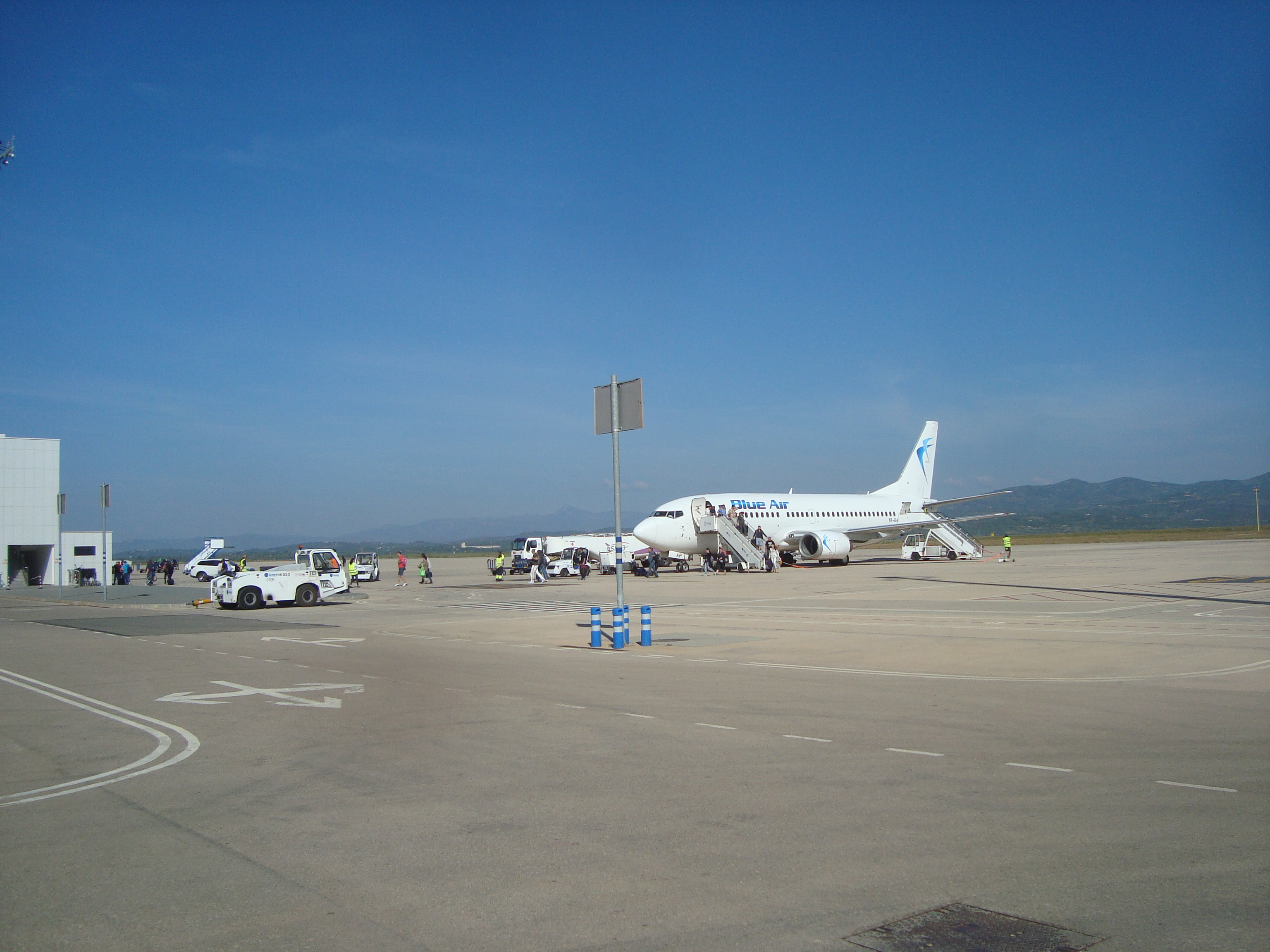
Avion Boeing 737 al companiei Blue Air pe Aeroportul Castellon Costa Azahar din Spania.

- De pe Aeroportul Internațional „Avram Iancu” Cluj, Blue Air deservea următoarele destinații: Birmingham, București, Constanța, Dublin, Iași, Luton, Liverpool, Nisa, Tel Aviv și Timișoara.

- De pe Aeroportul Internațional „George Enescu” Bacău, Blue Air deservea următoarele destinații: Bologna, Bruxelles, Catania,[14] Dublin, Liverpool, Londra, Milano, Roma și Torino.

- De pe Aeroportul Internațional Iași, Blue Air deservea următoarele destinații: Barcelona, Bruxelles, București, Köln, Londra, Paris și Roma.

- De pe Aeroportul Internațional Oradea au fost operate curse Blue Air spre București.

- De pe Aeroportul Internațional Maramureș - Baia Mare erau operate curse spre București.

- De pe Aeroportul Internațional Sibiu, Blue Air deservea doar destinația Stuttgart.

- De pe Aeroportul Internațional „Mihail Kogălniceanu” Constanța Blue Air deservea doar destinația Cluj.

- Alghero
- Atena
- Bacău
- Barcelona
- Bari
- Birmingham
- Bologna
- Bordeaux
- Bruxelles
- București
- Castellon
- Catania
- Cluj-Napoca
- Constanța
- Dublin
- Florența
- Glasgow
- Hamburg
- Iași
- Ibiza
- Köln
- Lamezia Terme
- Larnaca
- Lisabona
- Liverpool
- Londra (Luton)
- Lyon
- Madrid
- Malaga
- Menorca
- Milano (Bergamo)
- Milano (Linate)
- München
- Napoli
- Nisa
- Oradea
- Palma de Mallorca
- Paris (Beauvais)
- Paris (Charles de Gaulle)
- Pescara
- Roma
- Salonic
- Sibiu
- Stockholm
- Stuttgart
- Tel Aviv
- Timișoara
- Torino
- Valencia

## Blue Air în străinătate

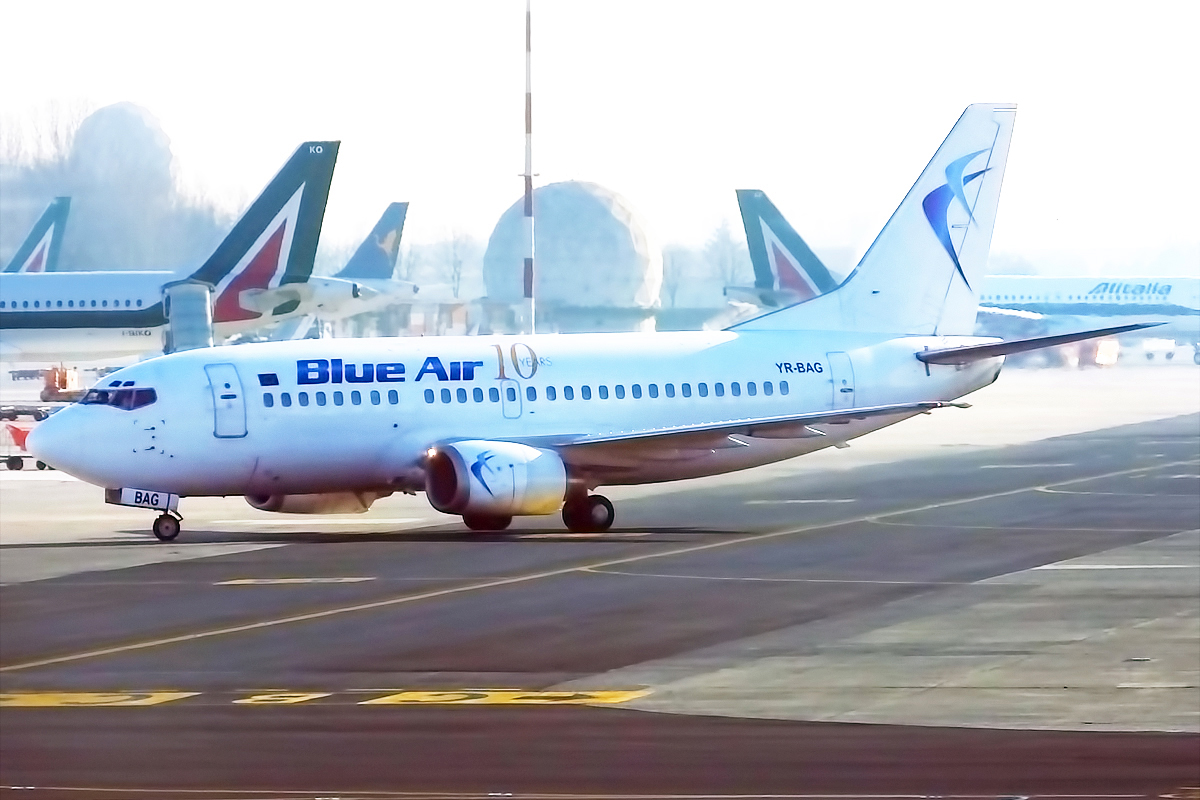
Blue Air la Torino

În Regatul Unit, Blue Air deschisese o bază operațională la Liverpool, operând curse către Cipru, Germania, Spania, Italia și România. Bazei din Liverpool i s-a atribut o aeronavă Boeing 737-800 vopsită într-o schemă specială.
În Italia, Blue Air avusese o bază operațională la Torino. Compania operând către 8 curse interne, și 6 țări (Germania, Danemarca, Spania, România, Regatul Unit și Portugalia).
În Larnaca, Cipru exista o bază operațională Blue Air ce opera către 14 țări (România, Regatul Unit, Grecia, Israel, Portugalia, Suedia, Italia, Irlanda, Belgia, Danemarca, Finlanda, Franța, Spania și Germania).
Blue Air anunțase deschiderea unei subsidiare în Moravia. Compania, numită Blue Air Moravia, ar fi operat zboruri regulate către Barcelona, Milano, Liov, Bruxelles și curse sezoniere către Dubrovnik și Split. Compania ar fi transferat acolo un Boeing 737-500, cu o capacitate de 126 de locuri. Primul zbor trebuia să aibă loc în martie 2018, însă din cauza unor dispute între companie și partea cehă, aceste planuri nu au avut nicio finalitate.

## Blue Air în România
Blue Air era al doilea operator de transport aerian din România, cu o cotă de piață de aproximativ 21%.
Avea baze în București, Bacău, Iași, Constanța și Cluj. Pe lângă aceste baze, Blue Air mai opera și din Timișoara, Baia Mare, Oradea și Sibiu. Pe durata verii, Blue Air opera, din Cluj, Timișoara, Oradea și Iași către Constanța.